# Sideronatrita
La sideronatrita és un mineral de la classe dels sulfats.

## Característiques
La sideronatrita és un sulfat de sodi i ferro poc comú, de fórmula química Na₂Fe(SO₄)₂(OH)·3H₂O. La seva duresa a l'escala de Mohs es troba entre 1,5 i 2. La seva deshidratació a metasideronatrita és reversible en funció de la humitat relativa i l'exposició a la llum solar.
Segons la classificació de Nickel-Strunz pertany a «07.DF - Sulfats (selenats, etc.) amb anions addicionals, amb H₂O, amb cations de mida mitjana i grans» juntament amb els següents minerals: uklonskovita, caïnita, natrocalcita, metasideronatrita, despujolsita, fleischerita, schaurteïta, mallestigita, slavikita, metavoltina, lannonita, vlodavetsita, peretaïta, gordaïta, clairita, arzrunita, elyita, yecoraïta, riomarinaïta, dukeïta i xocolatlita.

## Formació i jaciments
Es localitza en regions àrides de zones oxidades amb dipòsits abundants de ferro. Es forma mitjançant l'oxidació de la pirita amb aigua salina en filons, dipòsits de carbó i zones properes al mar amb contacte directe. Va ser descoberta a la mina San Simon, situada al districte miner de Santa Rosa-Huantajaya, dins la província d'Iquique (Regió de Tarapacá, Xile), on es troba en forma de cristalls allargats i masses cristal·lines. Tot i no tractar-se d'una espècie gens comuna ha estat descrita a tots els continents excepte a l'Antàrtida.